# Jacek Mickiewicz
Jacek Mickiewicz, né le 17 avril 1970 à Dzierżoniów, est un coureur cycliste polonais. Professionnel de 1995 à 2004, il a notamment remporté le Mémorial Henryk Łasak et le Dookoła Mazowsza.

## Palmarès
- 1992
  - 1reb étape de la Milk Race
- 1993
  - 11e étape de la Milk Race
- 1994
  -  Champion de Pologne amateur
  - 5e étape du Tour de Pologne
- 1995
  - 3e du championnat de Pologne sur route
  - 3e du Mémorial Rik Van Steenbergen
- 1996
  - 4eb étape de la Course de la Paix
- 1997
  - 1re et 5e étapes de la Course de la Paix
  - 4e étape du Tour du Danemark
  - 2e du Bałtyk-Karkonosze Tour
  - 2e de la CoreStates Classic
- 2000
  - GP Weltour
  - 1re étape du Tour du Japon
  - 2e et 5eb et 6e étape du Bałtyk-Karkonosze Tour
  - Mémorial Henryk Łasak
  - 2e de Varsovie - Łódź
- 2001
  - 5e étape du Bałtyk-Karkonosze Tour
  - 1re étape de l'Inter. Course 4 Asy Fiata Autopoland
  - 3e du GP Z.M. Mroz
- 2002
  - 1re et 3e étapes du Szlakiem Grodów Piastowskich
  - 7e étape du Course de la Paix
  - GP d'Ostrowiec Świętokrzyski
  - 2e et 4e étapes de la Course de la Solidarité olympique
  - Dookoła Mazowsza
    - Classement général
    - 1re et 5e étapes